# 山本英美
山本 英美（やまもと ひでみ、男性、1960年8月26日 - ）は埼玉県出身のシンガーソングライター、ギタリスト。
元々サラリーマンだったが、横浜マリンブルー音楽祭でのグランプリ獲得をきっかけにして1987年に日本コロムビア / TRIADレーベルよりメジャー・デビュー。自身の活動のかたわら、他アーティスト（特にジャニーズ事務所、主にKinKi Kids）への楽曲提供や木根尚登等のサポートなども行っている。「Christmas in the Blue」が代表曲として挙げられる。90年代初め頃、黒縁メガネをかけていたため、ルックスが大江千里と似ていた。実際に大江のライブサポートとして参加していた。

## ディスコグラフィー

### シングル
1. HOLIDAY（1987年3月）
2. さよならSnow Bird（1987年10月）
3. X'mas in the Blue（1987年12月）
4. HAPPINESS（1988年6月）
5. 風になりたい（1989年6月1日）
6. 帰れないけど（1989年9月）
7. RAINBOW SEEKERS ～君を想い出にしないさ～（1991年4月25日）
8. DAN DAN…（1991年9月25日）
9. Christmas in the Blue（1991年11月20日）
10. シャンペンと青空（1992年2月）
11. 恋をしようよ（1992年6月25日）
12. MERRY X'mas LOVE（1992年10月25日）

### アルバム
1. HOLIDAY（1987年3月21日）
2. COLOR DAYS（1987年11月1日）
3. FLOWERS（1988年6月10日）
4. GREEN（1989年6月21日）
5. I'm FINE（1991年6月25日）
6. 山本英美ベスト（1992年2月4日）ベスト・アルバム
  - 山本英美ベスト（あ～る版）（2002年5月21日）
7. BOY-issue～恋をしようよ～（1992年4月25日）
8. Thank you（1999年1月16日）

## 楽曲提供

### 作詞
- 葛城哲哉
  - その気になれない
- 木根尚登
  - SATURDAY MORNING 6 A.M.
  - TENDERNESS
- KinKi Kids
  - 青空になれ
  - 明日はHAPPINESS
  - BABY LOVE
  - BRAND NEW DAY
  - DISTANCE
  - HELLO
  - MESSAGE
- クルモン
  - くるっくるっクルモン
- 佐々木ゆう子
  - GO A LONG WAY AROUND
  - GRADUATION
  - PURE SNOW
- TV-WILDINGS
  - DREAM WORLD
  - HOLD ME
- 常盤崇
  - LOVE IS RAINY
- 中村繁之
  - マジカル・シンデレラ
  - KA-KE-O-CHIしようか
- HaLo
  - OLD FRIEND
- 光GENJI
  - 恋する気持ち
  - 忘れかけてたMELODY
- V6
  - TOUGHNESS
- FENCE OF DEFENSE
  - 時計じかけの人生なんて
  - 楽園のDOOR
  - POWER OF KISS
  - SHOCK!!!
- 前田愛
  - LIKE A CANDLE
- 結城飛鳥
  - 夢の☆NEVER LAND

### 作曲
- 赤坂晃
  - 素晴らしく愛してる
- 上田祐司&根谷美智子
  - 美徳のSORRY
- 神谷望
  - 君をひとり占めしたい
- 子安武人
  - 無敵のLOVE
- サウスウエル
  - CHASIN' THE HORIZON
- D.D.GAPS
  - Heart-Fields
- d-power
  - GET MY ENDLESS
  - LEGEND OF GOLD
- 中川亜紀子
  - 声
- 光GENJI
  - 俺の手にSAY GOODBYE
  - CHECKER FLAG
- 本城未沙子
  - VISUALIZE
  - STAY GOLD
  - TILL THE BREAK

### 作詞・作曲
- 阿部薫
  - 鉄腕アタマ
  - デロレロモバイ
  - ホテルはリバーサイド
  - やまびこ2号
- SMAP
  - いつだって愛し過ぎてしまう
- 光GENJI
  - 夢で逢えるから
- 結城飛鳥
  - LOVE IS FOREVER

## 『GREEN』収録曲の香港におけるカバー
89年発売のアルバム『GREEN』の収録曲のいくつかは香港において広東語などでカバーされた。ここではその一覧を表に記す。
| 原曲名             | 現地タイトル | 歌唱者                          | 収録アルバム         | 発売年 | 言語   |
| ------------------ | ------------ | ------------------------------- | -------------------- | ------ | ------ |
| 踊る街角           | 愛情斑馬線   | 譚詠麟（アラン・タム）          | 夢幻舞台             | 1990年 | 広東語 |
| 青い夜             | 凌晨一吻     | 譚詠麟（アラン・タム）          | 夢幻舞台             | 1990年 | 広東語 |
| 青い夜             | 寂寞邀請     | 譚詠麟（アラン・タム）          | 難捨難分             | 1990年 | 北京語 |
| 6月のふたり        | 心中的歌     | 草蜢（グラスホッパー (バンド)） | GRASSHOPPER THE BEST | 1990年 | 広東語 |
| 6月のふたり        | 心中的歌     | 草蜢（グラスホッパー）          | 失戀陣線聯盟         | 1990年 | 北京語 |
| 彼女は想い出の日々 | 珍惜的珍惜   | 譚詠麟（アラン・タム）          | 情人                 | 1992年 | 広東語 |
| 彼女は想い出の日々 | 婚禮         | 譚詠麟（アラン・タム）          | 讓愛繼續             | 1992年 | 北京語 |